# 嶋村るい
嶋村 るい（しまむら るい、2000年4月18日 - ）は、日本の子役。キリンプロ所属。
趣味は、ダンス、お店屋さんごっこ、パソコン。特技は、日本舞踊（花柳流）、英会話。

## 出演

### テレビ
- 決定!これが日本のベスト100（テレビ朝日、2004年）
- 行列のできる法律相談所（日本テレビ、2004年）
- 24時間テレビ 「愛は地球を救う」（日本テレビ、2004年）
- 金曜エンタテイメント 「熱血シングル・ファーザー」（フジテレビ、2004年）
- 奇跡体験!アンビリバボー（フジテレビ、2004年）
- 徳光和夫の感動再会"逢いたい"　スペシャル（TBS、2005年）
- 爆笑問題のバク天!（TBS、2005年）
- 所さんの目がテン!（日本テレビ、2007年）
- あっぱれさんま大教授（フジテレビ、2008年）
- ぶらり途中下車の旅（日本テレビ、2008年）
- 誰も知らない泣ける歌（日本テレビ、2008年）

### CM
- マクドナルド ハッピーセット 鉄腕アトム（2004年）
- SONY PSP トークマン（2006年）
- 三菱自動車（2008年）